# Dipartimento di Bermejo (Chaco)
Bermejo è un dipartimento argentino, situato nella parte orientale della provincia del Chaco, con capoluogo La Leonesa.

## Geografia fisica
Esso confina con la provincia di Formosa, la repubblica del Paraguay, la provincia di Misiones, e con i dipartimenti di Primero de Mayo e Libertador General San Martín.

## Società

### Evoluzione demografica
Secondo il censimento del 2001, su un territorio di 2.562 km², la popolazione ammontava a 24.215 abitanti, con un aumento demografico del 5,07% rispetto al censimento del 1991.

## Amministrazione
Nel 2001 il dipartimento comprendeva i seguenti comuni (municipios in spagnolo):
- General Vedia
- Isla del Cerrito
- La Leonesa
- Las Palmas
- Puerto Bermejo
- Puerto Eva Perón